# Pile ou face
"Pile ou face"（[pil u fas]，“正面还是反面”）是法國模特兒、演員兼歌手科琳·沙爾比創作的一首歌曲。她於1987年將其作為单曲發行，並收錄在專輯《Toi》中。
這首歌在1987年5月30日當週推出时在法國排名第47名，並在7月的一周內一路攀升至第5名。

## 创作
這首歌由弗兰克·伊维和让-路易·多诺里奥编写並製作。

## 曲目
7"单曲 (宝丽多 885 730-7)
1. "Pile ou face" (3:58)
2. "Elle part (dans ses rêves)" (3:55)[1]

## 翻唱
艾曼紐·琵雅在法蘭索瓦·歐容2002年的電影《八美图》中演唱了這首歌。

## 榜单
| 榜单（1987年）                   | 峰位 |
| -------------------------------- | ---- |
| 法国（法國唱片出版業公會單曲榜） | 5    |